# Nick Carle
Nicholas „Nick“ Carle (* 23. November 1981 in Sydney) ist ein australischer Fußballspieler uruguayisch-chilenischer Abstammung.
Carle wurde 2007 zum besten Spieler der A-League gewählt und strebte anschließend eine Karriere in Europa an. Sein älterer Bruder Leo Carle ist ebenfalls Fußballer.

## Vereinskarriere
Carle kam bereits als 15-Jähriger für Sydney Olympic in der höchsten australischen Spielklasse, der National Soccer League (NSL), zum Einsatz. Bis Anfang 2002 absolvierte der Mittelfeldspieler 86 Partien für Sydney, ehe er den Sprung nach Europa wagte. Er unterschrieb einen Vertrag beim französischen Erstligisten ES Troyes AC und kam in der Rückrunde der Saison 2001/02 zu fünf Einsätzen. In der folgenden Spielzeit spielte Carle nur im Reserveteam des Klubs und verließ zum Saisonende Troyes. Er kehrte nach Australien zurück und schloss sich dort den Marconi Stallions, für die er, nach dem Zusammenbruch der NSL im Sommer 2004, auch in der New South Wales Premier League spielte.
Mit der Gründung der australischen Profiliga A-League unterschrieb er einen Vertrag bei den Newcastle United Jets. Er qualifizierte sich in beiden Jahren bei Newcastle für die Meisterschaftsendrunde, der Sprung ins Finale gelang aber nicht. In der Saison 2006/07 wurde Carle von den Spielern der A-League zum besten Spieler gewählt und mit der Johnny Warren Medal ausgezeichnet. In der Folge hatte er mehrere Angebote aus der Türkei und wechselte schließlich für etwa 650.000 AU$ zu Gençlerbirliği Ankara. Bereits ein halbes Jahr später unterschrieb er beim englischen Zweitligisten Bristol City. Dort etablierte sich der technisch beschlagene Mittelfeldmotor schnell als Stammspieler und verpasste den Aufstieg in die Premier League denkbar knapp. In der Sommerpause verpflichtete ihn der Ligakonkurrent Crystal Palace für eine Million Pfund.
Carle kehrt nach vier Jahren in Europa nach Australien in seine Heimat zurück, um sich dem australischen Erstligisten Sydney FC anzuschließen.

## Nationalmannschaft
Carle spielte mit der australischen U-17-Auswahl beim ozeanischen Qualifikationsturnier für die U-17-Fußball-Weltmeisterschaft 1997, dort scheiterte man im Finale an der neuseeländischen Mannschaft mit 0:1 und verpasste damit die Endrunde. 2001 spielte er mit der U-20 bei der Junioren-WM in Argentinien und gelangte dort bis ins Achtelfinale. Für die australische Olympiaauswahl kam Carle zwischen 1998 und 2004 regelmäßig zum Einsatz, wurde aber weder 2000 noch 2004 in das Aufgebot für das olympische Turnier berufen.
Seinen ersten Einsatz in der australischen A-Nationalmannschaft absolvierte er Anfang 2004 gegen Venezuela, wurde aber anschließend einige Jahre nicht mehr berücksichtigt. Erst seine Leistungen in der A-League brachten ihm 2007 einige weitere Berufungen. Carle gehörte zum 30-köpfigen vorläufigen Aufgebot Australiens für die Weltmeisterschaft 2010 in Südafrika, schaffte den Sprung in den endgültigen 23 Spieler umfassenden Kader aber nicht.

## Auszeichnungen
- Johnny Warren Medal: 2006/07
- A-League Goal of the Year: 2006/07
- Nominierung in das PFA Team of the Year: 2011/12 (Ersatzbank)